# Rafael Cabrera Mustelier Airport
Rafael Cabrera Mustelier Airport är en flygplats i Kuba.   Den ligger i provinsen Isla de la Juventud, i den västra delen av landet, 150 km söder om huvudstaden Havanna. Rafael Cabrera Mustelier Airport ligger 24 meter över havet. Den ligger på ön Isla de la Juventud.
Terrängen runt Rafael Cabrera Mustelier Airport är platt, och sluttar österut. Runt Rafael Cabrera Mustelier Airport är det ganska glesbefolkat, med 34 invånare per kvadratkilometer. Närmaste större samhälle är Nueva Gerona, 5,5 km norr om Rafael Cabrera Mustelier Airport. Omgivningarna runt Rafael Cabrera Mustelier Airport är en mosaik av jordbruksmark och naturlig växtlighet.